# Oedemera
Oedemera is een geslacht van kevers uit de familie van de Schijnboktorren (Oedemeridae). Er zijn ongeveer 80 soorten bekend. Het geslacht is wijdverspreid van Noord-Afrika tot Kamtsjatka, Japan en Taiwan. In Europa komen 38 soorten voor.

## Kenmerken
De kevers zijn 5 tot 20 millimeter lang, hebben een lang en smal lichaam en zijn erg behaard. De dekschilden, die naar achteren doorgaans smaller worden, zijn anders gekleurd, waardoor de achtervleugels zichtbaar zijn. Sommige soorten zijn metaalachtig van kleur, andere zijn tweekleurig zwart en geel, sommige zijn ook zwart en bruin. De onderkaken zijn aan de punt gespleten, het laatste segment van de maxillaire palpen is dun en langwerpig, de antennes zijn lang en het tweede segment is klein. De prothorax is hartvormig met duidelijke holtes aan de zijkanten. De voorste rails hebben twee apicale stekels. Bij de meeste soorten zijn de achterpoten van de mannetjes erg verdikt. Dit is waar de naam vandaan komt (van het Griekse oíd્ın dat opzwellen betekent.

## Verspreiding

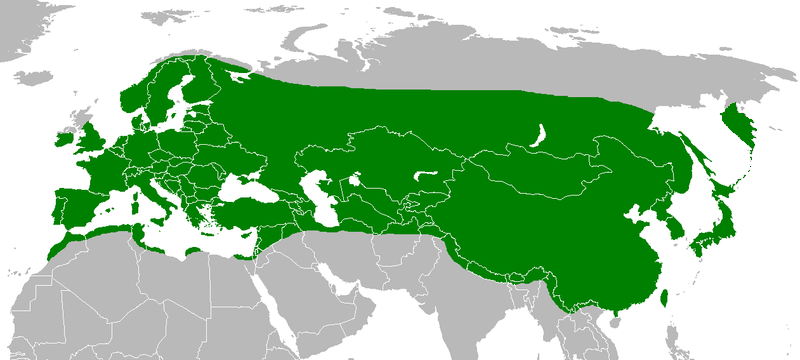
Verspreidingsgebied

De dieren komen overal in het Palearctische gebied voor en leven aan de randen van bossen en bloemrijke weiden.

## Levenswijze
De volwassenen zijn frequente bloemenbezoekers en voeden zich met stuifmeel. De stuifmeelkorrels worden door hun haren op hun plaats gehouden, waardoor ze bijdragen aan de bestuiving van hun waardplanten. De larven voeden zich met plantenweefsel.
Soorten van het ondergeslacht Oncomera vliegen in de schemering en 's nachts en bezoeken de bloemen van bomen en struiken zoals clematis, meidoorns, linden en eiken. Daarentegen zijn de soorten van de ondergeslachten Stenaxis en Oedemera  s.s. overdag actief en bezoek de bloemen van verschillende plantenfamilies zoals Asteraceae, Cistus of Umbelliferae.

## Soorten (selectie)
Ondergeslacht Oedemera:
- Oedemera atrata
- Oedemera barbara
- Oedemera brevipennis
- Oedemera cretica
- Oedemera croceicollis
- Oedemera femorata
- Oedemera geelipes
- Oedemera flavipes
- Oedemera lateralis
- Oedemera lurida
- Oedemera monticola
- Oedemera nobilis (Fraaie schijnboktor)
- Oedemera podagrariae
- Oedemera pthysica
- Oedemera rufofemorata
- Oedemera schrammi
- Oedemera simplex
- Oedemera tristis
- Oedemera virescens (Groene schijnboktor)

Ondergeslacht Oncomera:
- Oedemera femoralis
- Oedemera flavicans
- Oedemera murinipennis
- Oedemera natolica

Ondergeslacht Stenaxis:
- Oedemera amurensis
- Oedemera annulata
- Oedemera vittata